# Paloma Faith
Paloma Faith, född Paloma Faith Bloomfield 21 juli 1981 i Hackney, London, Storbritannien, är en brittisk sångare. Hon är en av flera sångare under 2000-talets slut som inspirerats av äldre soul, jazz och R&B-musik och hon har angett Etta James och Billie Holiday som stora inspirationskällor.

## Karriär
Paloma Faith fick skivkontrakt på Epic Records och släppte sin första singel "Stone Cold Sober" i mitten av 2009. Låten handlar om att vara den enda nyktra personen på en fest. Singeln var framgångsrik i Storbritannien där den nådde #17 på singellistan. I september samma år släpptes hennes andra singel "New York", vilken även den blev en hit i hemlandet och även en mindre internationell framgång. I december 2009 släpptes hennes första musikalbum Do You Want the Truth or Something Beautiful? där även singeln "Upside Down", som släpptes i mars 2010, ingick. Hon har även en mindre karriär som skådespelerska.
Paloma Faith är med på ett hörn i Veronica Maggios musikalbum Satan i gatan. Hon står som medkompositör till låten "Välkommen in".

## Diskografi
Studioalbum
- 2009 – Do You Want the Truth or Something Beautiful?
- 2012 – Fall to Grace
- 2014 – A Perfect Contradiction
- 2017 – The Architect (2017)

Singlar (topp 20 på UK Singles Chart)
- 2009 – "Stone Cold Sober" (#17)
- 2009 – "New York" (#15)
- 2012 – "Picking Up the Pieces" (#7)
- 2012 – "Never Tear Us Apart" (#16)
- 2014 – "Can't Rely on You" (#10)
- 2014 – "Only Love Can Hurt Like This" (#6)
- 2018 – "Lullaby" (med Sigala) (#6)